# Сайотеський сільський округ
Сайоте́ський сільський округ (каз. Сайөтес ауылдық округі, рос. Сайотесский сельский округ) — адміністративна одиниця у складі Мангистауського району Мангистауської області Казахстану. Адміністративний центр — село Сайотес.
Населення — 2135 осіб (2021; 2577 у 2009, 1918 у 1999, 1762 у 1989).
Станом на 1989 рік існувала Сай-Утеська сільська рада (смт Сай-Утес).

## Склад
До складу округу входять такі населені пункти:
| Населений пункт | Колишні назви | Населення, осіб (1989) | Населення, осіб (1999) | Населення, осіб (2009) | Населення, осіб (2021) |
| --------------- | ------------- | ---------------------- | ---------------------- | ---------------------- | ---------------------- |
| Боздак, село    | -             | -                      | -                      | 305                    | 252                    |
| Сайотес, село   | Сай-Утес      | 1762                   | 1918                   | 2272                   | 1883                   |